# كانييه ويست
كانييه عُمَرِي ويست (بالإنجليزية: Kanye Omari West) (ولد في 8 يونيو 1977) هو مغني هيب هوب، مسجل أغاني، كاتب أغاني، منتج، مخرج أفلام، منظم ومصمم أزياء من شيكاغو، إلينوي. اكتسب ويست أهميته أولا كمنتج لRoc-A-Fella Records-A- ، وحصل على اعتراف لعمله على مغني الراب جاي زي في The Blueprint (2001)، فضلا عن اغنيتان سنغل للفنانين ذلك أليشيا كيز، وداكريس، وجانيت جاكسون.
هو واحد من أفضل وأهم منتجين الأغاني بالتاريخ تم تصنيفه من قبل Billboard برقم 3 من أفضل منتجين الأغاني بالتاريخ. كانيي أيضاً من أهم كتاب الأغاني بالتاريخ تم تصنيفه من قبل Rolling Stone من أفضل 500 كتاب الأغاني بالتاريخ حيث صنفته بالمركز رقم 84.
تأثير كانيي ويست كبير بمجال موسيقى الهيب هوب/راب فهو أول من أدخل تعديل الصوت بالهيب هوب بألبومه 808s & Heartbreak وهو من إبتكر ما يسمى بالTrap music.
كانيي ويست أيضاً من أكبر الفنانين قاطبةً وتأثيراً بشكل عام وهو من أهم الفنانين بالوقت الحالي من أصحاب الرأي المسموع وهو قدوة لكل مغني راب صاعد.
أبهرنا كانيي بألبوماته التاريخيه وأغانيه فمثلاً البوم My Beautiful Dark Twisted Fantasy الذي صُنف من قبل Rolling Stone وBillboard بأفضل البوم بالعقد الأخير 2010s وايضاً صُنف من قبل Rolling Stone بأفضل 500 البوم بالتاريخ حيث حصل على المركز 17 وايضاً أغنية Runaway التي صُنفت بالمركز 25 لأفضل 500 أغنية بالتاريخ بعد التحديث الجديد من قبل Rolling Stone.
أسلوبه في الإنتاج عادة باستخدم العينات الصوتية عالية النبرة من الأغاني السول تدمج مع الطبول والأدوات الخاصة. في وقت لاحق وسع أسلوبه ليشمل التأثيرات 1970s R & B والبوب الباروك والتريب هوب، الساحة الروك، والفولك، البديل، الإلكترونية، سينثبوب، والصناعية، والموسيقى الكلاسيكية.
ترعرع ويست في أسرة من الطبقة المتوسطة في شيكاغو _ إلينوي، وبدأ الراب في الصف الثالث، ودرس في الأكاديمية الدولية للفنون والتصميم والتكنولوجيا.
شركات التسجيل لم تأخذ ويست على محمل الجد في البداية، وعرض كمنتج. بعد أن وقع مع Roc-A-Fellaفي عام 2002، صدر له أول ألبوم The College Dropoutفي عام 2004 وحصل على اشادة في الصعيدين التجاري والنقدي. تلت Late Registration مستوحاة من الباروك في عام 2005، وGraduation في عام 2007. حول ويست الراب للغناء على 808s & Heartbreak 2008. بعد عدة تعاونات، أصدر ويست ألبومه السادس، Yeezus ، في عام 2013 .
يعتبر ويست واحد من أكثر الفنانين مبيعا وبين الفنانين الأكثر تتويجاً في الموسيقى. وقد فاز ويست بما مجموعه 22 جوائز جرامي، مما يجعل منه واحدا من أكثر الفنانين تتويجاً في كل العصور والفنان الأكثر تتويجاً من أي شخص بعمره. اختارت تايم أيضا ويست واحد من 100 شخص الأكثر نفوذا في العالم فضلا عن كونه مدرجاً في عدد من القوائم السنوية لمجلة فوربس.
عدة من ألبوماته الاستوديو، أبرزها Late Registrationو My Beautiful Darkو Twisted Fantasy، وقد صنفت من بين أعظم ألبومات من كل وقت. خلفية ويست أسلوبه، من أول ألبوم له، كان طابعه"
gangster"، ونوع اسلوبه في وقت لاحق.
يعتبر ويست من المشاهير الصريحين والمثيرين للجدل، وكان في كثير من الأحيان يجلب الانتباه في حفلات توزيع الجوائز، كما أخرج عدة أفلام قصيرة. في 2020 أعلن كانيي ويست اعتزامه الترشح للإنتخابات الرئاسية الأمريكية، ومنافسة الرئيس السابق دونالد ترامب في نوفمبر 2020.

## النشأة

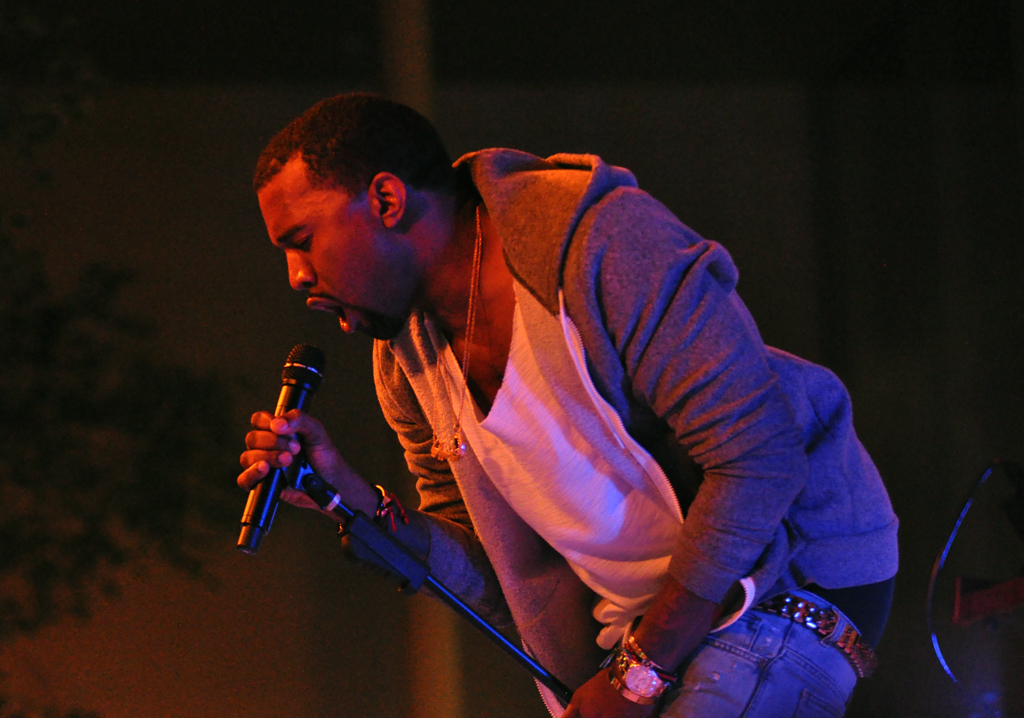
كاني ويست يؤدي في الحفل السنوي لمتحف الفن الحديث

ولد كاني ويست في 8 يونيو 1977 في اتلانتا، جورجيا. في سن الثالثة أنفصل والديه وانتقل مع والدته إلى شيكاغو، إلينوي. كان والده راي ويست، عضو سابق من الفهود السود وكان واحدا من أول المصورين الصحفيين السود في اتلانتا جورنال كونستيتيوشن واصبح فيما بعد مستشار مسيحي، والذي افتتح متجر المياه الجيدة ومقهى في ليكسينغتون بارك بولاية ماريلاند في نوفمبر تشرين الثاني عام 2006، برأس مال بدء التشغيل من ابنه.
أم ويست الدكتورة دوندا (وليامز) ويست أستاذة اللغة الإنجليزية في جامعة كلارك أتلانتا، ورئيسة قسم اللغة الإنجليزية في جامعة ولاية شيكاغو قبل تقاعدها للعمل كمديرة لويست.
في سن ال 10انتقل كاني مع والدته إلى نانجينغ-الصين، حيث والدته كانت تدرس في جامعة نانجينغ كجزء من برنامج التبادل.
وفقاً لوالدته، كان كاني الأجنبي الوحيد في صفه، ولكنه استقر والتقطت اللغة بشكل جيد وبسرعة، على الرغم من أنه منذ ذلك الحين نسي أكثر من ذلك.
اظهر ويست حبه للفنون في سن مبكرة، وبدأ كتابة الشعر عندما كان عمره 5 سنوات أشارت والدته انها اخذت أول ملاحظات وأشعار ورسومات وموسيقى ويست عندما كان في الصف الثالث.
نشأ في المدينة، أصبح ويست ضالع بشكل عميق في مشهد الهيب هوب.
بدأ الراب في الصف الثالث، وبدأ صنع المؤلفات الموسيقية في الصف السابع، ويبيعه في نهاية المطاف إلى فنانين آخرين. في سن الثالثة عشرة، كتب أغنية الراب تسمى "Green Eggs and Ham" وبدأ في إقناع والدته بدفع 25 دولارا في الساعة لوقته في استوديو التسجيل.
كانت الجلسات الذي يحضرها ويست في الاستوديو قصيرة، كان الاستوديو يقع في الطابق السفلي حيث الميكروفون معلق في السقف عبر سلك من شماعات الملابس. على الرغم من أن هذا لم يكن ما تريده ام ويست ومع ذلك دعمته.
سجل ويست مسارات مع دي جي معروف باسم «عراب هيب هوب شيكاغو»، ومعه وبسرعة شكل صداقة وثيقة. وسرعان ما أصبح معلم ويست
بعد تخرجه من مدرسة ثانوية، تلقى ويست منحة دراسية لحضور الأكاديمية الأمريكية شيكاغو للفنون عام 1997، وبدأ أخذ دروس الرسم، ولكن بعد فترة وجيزة تم نقله إلى جامعة ولاية شيكاغو في التخصص في اللغة الإنجليزية. ومع ذلك، فإنه سرعان ما أصبح واضحا بأن جدول أعماله مزدحم كان ضرراً على عمله الموسيقي، وعندما بلغ من العمر 20 اتخذ قرار ترك الكلية لمتابعة حلمه بأن يصبح رابر. هذا القرار احبط والدته كثيرا، التي كانت أستاذة في الجامعة.
في وقت لاحق علق «، أن الكلية هي ذكرى لحياة طيبة... ولكن بعض الأهداف المهنية لا تتطلب الكلية. ترك الكلية كان حول وجود الشجاعة ل تبني من أنت، بدلا من اتباع مسار المجتمع قد اقتطع بالنسبة لك».

## الوظيفة الموسيقية

### 1996–2002: بدايات الوظيفة
بدأ كاني ويست في وقت مبكر في منتصف 1990، مما يرجع في المقام الأول لازدهار الفنانين المحليين، طور النمط الذي تشارك تسريع العينات الصوتية من تسجيلات السول الكلاسيكية.انتاجه الرسمي الأول جاء في سن التاسعة عشرة عندما أنتج ثمانية مسارات في Down to Earth،
أول البوم في 1996 لرابر من سيكاغو يدعى GRAV
لبعض الوقت، تصرف ويست كمنتج شبح لDeric "D- Dot"Angelettie. بسبب ارتباطه مع D-Dot، وكان كان ويست غير قادر على اطلاق ألبوم منفرد، لذلك شكل وأصبح عضوا ومنتج في Go-Getters
في أواخر 1996 مجموعة راب شيكاغو أصبحت تتألف منه، GLC، تيمي جي، ريلي دو، واروستار. واديرت مجموعته من قبل جون «مونوبولي» جونسون، دون كرولي، هابي لويس تحت إدارة شركة Hustle Period.
بعد حضور سلسلة من الصورة الترويجية والظهور في الراديو، أصدر Go-Getters أول والبوم استوديو الوحيد حامل الرقم القياسي العالمي في عام 1999. ظهر في الألبوم رابرز أخرون من Chicago-based مثل رايمفيست، مايكي هالستيد، ميس كريس، وشايلا جي.
وفي الوقت نفسه، تم الإنتاج من قبل ويست، اروستار، بووجز، وبراين «الل داي» ميلر.
انتج ويست في أواخر 1990 لعدد من الفنانين المعروفين والمجموعات الموسيقية. وقد أنتج الأغنية الثالثة من الألبوم الثاني فوكسي براون Chyna Doll
أصبح البوم فوكسي براون أول ألبوم هيب هوب يحتل قمة أفضل 200 في البيلبورد الأمريكي من قبل مغنية راب في الأسبوع الأول من إطلاقه.
أنتج ويست ثلاثة اغنيات على Harlem World's first and only album جنبا إلى جنب مع جيرمين دوبري إنتاج duo Trackmasters. ظهرت أغانيه مغني الراب ناس، السحب على، والمغني R & B كارل توماس
الاغنية التاسعة من World Party، وكان آخر ألبوم لغودي موب بوجود أربعة أعضاء مجموعة الراب المؤسسين قبل انفصالهم، وقد شارك في إنتاجه ويست مع مدربه ديريك «دي-دوت» انجليتي
وفي ختام الألفية، انتهتى ويست من إنتاج ستة أغنيات Tell 'Em Why U Madd، وهو الألبوم الذي تم إصداره من قبل«دي-دوت» تحت الاسم المستعار الرابر ماد
شخصية وهمية هزلية صنعت لثاني واخر البوم Life After Death
ظهرت أغاني ويست كضيفة شرف من قبل مغني الراب مثل ما شا، ريكوون، وايمينيم.
حصل ويست على فرصة كبيرة في عام 2000، عندما بدأ إنتاج لفناني Roc-A-Fella Records .
جاء ويست لتحقيق الاعتراف وغالبا ما يرجع إليه الفضل في إحياء مهنة جاي زي مع إسهاماته المؤثرة ألبوم 2001 The Blueprint.
لقد قيم Blueprint بين أعظم ألبومات الهيب هوب،
نجاح الالبوم والعائدات المالية جعل الكثير يبدي اهتماما كبيرا في ويست كمنتج. أنتج ويست تسجيلات لفنانين آخرين، مثل بيني سيجل، فري واي، وكامرون. وقال انه سجل أيضا اغاني لكل من لوداكريس، أليشيا كيز، وجانيت جاكسون.
على الرغم من نجاحه كمنتج، كان طموح ويست ان يكون رابر. على الرغم من انه قد بدأ مسيرة راب طويلة قبل أن يبدأ الإنتاج، وكان في كثير من الأحيان تحديا لويست ان يتقبل كرابر، وكافح للوصول إلى صفقة تسجيل
كثير من شركات التسجيل تجاهلته لأنه لم تكن صورة راب العصابات بارز في التيار الهيب هوب في ذلك الوقت. وبعد سلسلة من الاجتماعات مع تسجيلات كابيتول، رفض ويست في نهاية المطاف الصفقة .
وفقا لتسجيلات كابيتول، جو اينبرغر، اقترب توقيع صفقة مع ويست، ولكن شخص آخر في الشركة اقنع رئيس كابيتول بعدم القيام بذلك.
وللحفاظ على ويست من انشقاقه، قام دامون داش بتوقيع عقد مع ويست لبقائه مع Roc-A-Fella Records.
جاي زي اعترف في وقت لاحق أن Roc-A-Fella Recordsكانت في البداية مترددة في دعم ويست ك رابر، مدعيا أن العديد رأوه كمنتج أولاً وقبل كل شيء.
و في وقت لاحق في يوم 23 أكتوبر عام 2002، بينما كان ويست يقود سيارته إلى منزله عائداً من تسجيلات استوديو كاليفورنيا بعد أن عمل في وقت متأخر، سقط نائما على عجلة القيادة وعمل حادث سيارة مميتا.
تحطم فكه على اثره، وكان لا بد من اغلاق السلكية في جراحة ترميمية. الحادث الهم ويست، وبعد أسبوعين من إدخاله إلى المستشفى، سجل أغنية في Record Plant Studios مع ان فكه مايزال مغلقاً "Through The Wire"،
وضع الأساس لأول ألبوم له، وفقا لويست «جميع الفنانين الجيدين يعرفون مالذي يعبرون خلاله» وأضاف ويست أن «الألبوم كان علاجي»، والعمل على الالبوم كان يصرف عنه الألم. "Through The Wire" كان الأول المتاح لويست بالشفاء قريبا ... Mixtape، صدر في كانون الأول عام 2002. وفي الوقت نفسه، أعلن ويست أنه يعمل على ألبوم دعاه "College Dropout "،
الذي كان الموضوع العام
```
«اتخذ القرار الخاص بك. لا تدع المجتمع يقول لك، 'وهذا ما عليك فعله».
```

### 2003–04 The College Dropout
يحمل حقيبة لويس فويتون على ظهره مليئة بالأقراص القديمة، وضع ويست كثيرا من إنتاجه لألبومه الأول مرة كل خمس عشرة دقيقة على الاقل.
سجل بقية الألبوم في لوس انجليس بينما كان يتعافى من حادث سير. عندما أنجز الألبوم، تم تسريبه قبل أشهر من تاريخ صدوره. ومع ذلك، ويست قرر أخذ الفرصة لاستعراض الألبوم، وكان ريمكس College Dropout خاطفاً للأضواء .
ونتيجة لذلك، تم سحب بعض الاغاني المخصصة أصلا للألبوم، من بينها "Keep the Receipt" مع Ol'
Dirty Bastard and "The Good, the Bad, and the Ugly"
مضيفا ترتيبات سلسلة، جوقات الإنجيل، وتحسين برمجة الطبل وآبيات جديدة.
كمالية ويست أدت لتأجيل صدور The College Dropout ثلاث مرات .
صدر The College Dropout في نهاية المطاف من قبل Roc-A-Fella في فبراير 2004،
منطلقاً إلى المركز الثاني في البيلبورد 200 كأول سنغل له، "Through the Wire" بلغ الرقم الخامس عشر في البيلبورد أفضل 100 لمدة خمسة أسابيع.
سنغله الثاني"Slow Jamz" بالاشتراك مع تويستا وجيمي فوكس، أصبح نجاحه أكبر: أصبح ثالث موسيقي الرقم واحد في أول طرح.
تلقت College Dropout اشادة من نقاد الموسيقى المعاصرة، وتم التصويت عليه ليكون أفضل ألبوم في السنة من قبل اثنين من المنظمات الموسيقية الكبرى، ودأبت في المرتبة بين أعمال الهيب هوب الكبيرة وأول البوم من قبل فنان.
السنغل الرابع في الألبوم "Jesus Walk" والذي ربما يمنح ويست جمهور أوسع؛ اثار موضوع الأغنية المخاوف عن الإيمان والمسيحية.
مع ذلك وصلت الأغنية لافضل 20 من البيلبورد بوب.
The College Dropout من شأنها في نهاية المطاف أن تكون البلاتين الثلاثي في الولايات المتحدة، وحصل ويست على 10 ترشيحات جرامي، بما في ذلك ألبوم من السنة، وأفضل ألبوم راب
في ذلك الوقت، كانت نقطة ويست المحورية في نمط الإنتاج استخدام العينات الصوتية اسرعت المتابعة من تسجيلات السول ويرجع ذلك في جزء منه إلى اشادة College Dropout، مثل أخذ العينات قد تم نسخها من قبل الآخرين؛ وأيضا لأن ويست رأى انه قد أصبح يعتمد أكثر من اللازم على هذه التقنية، لذلك قرر أن يعثر على صوت جديد. ]

### 2005–06 Late Registration
ويست استثمر مليوني دولار لصياغة ألبومه الثاني الذي استغرق أكثر من عام .
كان ويست ملهم بشكل كبير ب Roseland NYC Live،
ألبوم لايف قد ألهمه لدمج ترتيبات السلسلة في إنتاجه الهيب هوب. على الرغم ان ويست لم يكن قادر على تحمل العديد من الصكوك في وقت قريب من أول ألبوم له إلا ان المال الذي كسبه من نجاحه التجاري مكنه من استئجار فرقة موسيقية لألبومه الثاني Late Registration.
تعاون ويست مع الملحن جون بريون، الذي شغل منصب منتج التنفيذي المشارك لعدة مسارات من الالبوم . على الرغم من أن بريون ليس لديه خبرة سابقة في إنشاء سجلات الهيب هوب إلا ان ويست وجد انه يمكن إنتاج العمل معا بعد ظهر اليوم في الاستوديو حيث اكتشف أن لا تقتصر معرفته الموسيقية ورؤية لنوع واحد محدد .
Late Registration باع أكثر من 2.3 مليون في الولايات المتحدة وحدها بحلول نهاية عام 2005،
وذلك خلال حفل موسيقي لضحايا اعصار كاترينا.
في حين كان ويست قد اثار الجدل في السنة السابقة عندما خرج من جوائز الموسيقى الأمريكية عام 2004 بعد خسارته أفضل فنان جديد، أثار جدلاً مرة أخرى بعد أيام فقط من إفراجه عن Late Registration، وذلك خلال حفل موسيقي لصالح ضحايا إعصار كاترينا.
في سبتمبر 2005، بثت NBC حفلة لضاحايا الإعصار، وكان ويست متحدثاً مميزاً. عندما تم تقديم ويست جنباً إلى جنب مع الممثل مايك مايرز، قال عليه انه انحرف عن السيناريو
تحدث مايرز بعدها واستمر بقراءة السيناريو، وعندما جاء دور ويست للتكلم مرة أخرى قال «جورج بوش لايهمه السود» وصل تعليق ويست إلى أنحاء الولايات المتحدة، مما أدى إلى ردود فعل متباينة الرئيس بوش علق بعدها انها واحدة من أكثر «اللحظات المثيرة للأشمئزاز» خلال رئاسته .
ويست أثار المزيد من الجدل في يناير كانون الثاني من عام 2006 عندما ظهر على غلاف مجلة رولينغ ستون يرتدي تاجاً من الشوك .

### 2007–08 Graduation
أدى ويست في كوالا لامبور_ماليزيا في أبريل 2007
عمل جولة عالمية مع يو تو أدى خلالها اغانيه المميزة من البومه الاخير
ألهم ويست لتأليف اغاني راب إنشادية ليتمكن خلالها أن يظهر بشكل أكثر كفائة في الساحات الكبرى
تحقيقاً لهذه الغاية ادرج ويست مزيجاً في انتاجه للهيب هوب، باستخدام وتيرة أبطأ وأيضاً جرب موسيقى أبطأ وموسيقى تتأثر بالثمانينات
بالإضافة إلى يو تو، أستوحى ويست إلهامه من ساحة الروك مثل فرق رولينج ستونز وليد زيبلين من حيث اللحن وتقدم الوتيرة .
واستمع ويست إلى المغنيان الشعبيان وكاتبا الأغاني بوب ديلان وجوني كاش على أمل تطوير طرق لزيادة قدرته على التلاعب بالألفاظ والقص.
Graduation، ألبوم الاستوديو الثالث لويست، حصل على الدعاية الرئيسية عند صدوره نافس في المبيعات ضد الرابر 50 سنت.
وبناء على هذا في سبتمبر 2007 Graduation بيع بفارق كبير، ظهر لأول مرة في المرتبة الأولى في البيلبورد 200 في الولايات المتحدة، وبيع 957,000 نسخة في الأسبوع الأول.
استمر Graduation في سلسلة من النجاحات نقديا وتجاريا، بترأس السنغل " Stronger"، حصل الألبوم مغني الراب الثالثة له ضرب رقم واحد .
" Stronger" لعب دور في إحياء الديسكو والموسيقى الكهربائية في وقت متأخر من عام 2000.
تنافس ويست مع 50 سنت في عام 2007 لمعرفة من الذي يمكن أن يحصل على مبيعات متفوقة الألبوم

### 2008–09 808s & Heartbreak
أدى ويست عرضاً في أوستن_تكساس في مارس 2009
أخذت حياة ويست منعطفاُ آخر عندما توفيت والدته، دوندا ويست نتيجة المضاعفات الناجمة عن الجراحة التجميلية التي تنطوي على شد البطن وتصغير الثدي في نوفمبر تشرين الثاني 2007.
بعد عدة أشهر، ويست انهى خطبته مع أليكسيس فايفر بعد علاقة متقطعة على مدى طويل، التي بدأت في عام 2002.
أعلن ويست ألبومه الرابع، 808s & Heartbreak، في MTV جوائز موسيقى الفيديو 2008، حيث كان السنغل الرئيسي ، "Love Lockdown".
808s & Heartbreak، الذي يتميز بالاستخدام المكثف لآلة الطبل Roland TR-808 ويحتوي على مواضيع الحب ، والشعور بالوحدة ، ووجع القلب ، صدر من خلال تسجيلات ديف جام للاستفادة من عطلة عيد الشكر في نوفمبر تشرين الثاني 2008.
كانت التعليقات إيجابية ، واحتلت الاغنية "Love Lockdown" لأول مرة الرقم ثلاثة على بيلبورد هوت 100 ،
808s & Heartbreak لها تأثير كبير على موسيقى الهيب هوب، تشجع الآخرين لتحمل المخاطر أكثر إبداعاً مع آثارهم
حادث ويست التالي المثير للجدل خلال توزيع MTV جوائز موسيقى الفيديو 2008 يمكن القول على انه الأكبر
و أدى إلى غضب واسع النطاق في جميع أنحاء صناعة الموسيقى.
صعد ويست المنصة وأخذ المكرفون من تايلور سويفت بعد فوزها بجائزة أفضل فيديو كليب وقال
. «تايلور انا سعيد حقاً لأجلك، سأدعك تنهيتهين، لكن بيونسيه تمتلك أفضل فيديو عبر كل الوقت»
وأبعد بعد ذلك من الحفل بسبب تصرفه هذا
تم إلغاء جولة ويست مع ليدي غاغا ردا على الجدل، ووفقاً للتوقعات إن الحادثة جائت بسبب عدم ترشح 808s & Heartbreak's للغرامي.

### 2010–12 My Beautiful Dark Twisted Fantasy and collaborations
أدى ويست عروضاً مع جي زي خلال جولة العرش في 2011
في أعقاب الحادث الذي حظي بتغطية إعلامية مكثفة ، أخذ ويست استراحة قصيرة من الموسيقى ورمى نفسه في عالم الأزياء، أطلق سراح My Beautiful Dark Twisted Fantasy، ألبوم الاستوديو الخامس ، في نوفمبر 2010 أعجبت النقاد ، وكثير منهم وصفها بأنها أفضل أعماله التي عززت عودته .
وفي تناقض صارخ مع جهوده السابقة، ظهر الصوت الحد الأدنى، وDark Fantasy تتبنى فلسفة المتطرفة ويتعامل مع موضوعات والمشاهير .
شملت التسجيل " All of the Lights"، ومن ضمن البليبورد "Power"، " Monster"، و" Runaway"، وهذه الأخيرة التي رافقت 35 دقيقة للفيلم الذي يحمل نفس الاسم.
Dark Fantasy على أن يذهب البلاتين في الولايات المتحدة، ولكن كان ينظر إغفال بوصفها منافسا ل ألبوم السنة في جوائز جرامي 54 بأنه «ازدراء» من قبل العديد من وسائل الإعلام .
ويست في كوتشيلا 17 أبريل عام 2011
بعد العنونة وضعت في كوتشيلا عام 2011 التي وصفت من قبل مراسل هوليوود بأنه «واحد من أعظم مجموعات الهيب هوب في كل العصور،»
صدر الألبوم ويست التعاونية Watch the Throne مع جي زي.
من خلال استخدام إستراتيجية المبيعات التي تم إصدارها في ألبوم أسابيع رقميا قبل نظيره المادي ، Watch the Throne
«زنوج في باريس» أصبح في الرقم واحد في تصنيف السنغل، وبلغت ذروتها في رقم خمسة على البيلبورد هوت 100 .
وفي عام 2012، صدر ألبوم تجميع ، مجموعة من الاغاني لفنانين من تسجيلات ويست الجيدة .
أنتج ويست خلال الصيف أربع اغاني سنغل، اثنان منها دخلت في أفضل عشرين من البيلبورد هوت 100 : " Mercy" و" Clique"
كذلك انتج ويست فيلم يحمل نفس الاسم الذي عرض في مهرجان كان السينمائي لعام 2012 في هرم مخصصة على شكل جناح يضم سبعة شاشات.

### 2013–Yeezus
أدى ويست خلال جولة Yeezus عروضاً ترويجية للألبوم الذي يحمل نفس الاسم
صدر ألبوم ويست السادس Yeezus في 18 يونيو 2013 .
وأصبح الالبوم السادس له الذي يحصد المركز الأول على التوالي.
في 6 سبتمبر 2013، أعلن كاني ويست انه سيعمل أول جولة له منفردا في خمس سنوات ، لدعم Yeezus ، مع الرابر الأمريكي كندريك لامار ، المرافق له على طول الطريق.
في 10 نوفمبر عام 2013، أعلن الممثل ويل فيريل أن ويست والممثل بول رود يعملان على ألبوم قائلا: «انه يعمل ألبوما مع بول رود - وهو ما لا ينبغي علي قوله ، على أي حال فإنه من هناك،» فيريل قال «أعتقد أنها كانت مجرد مقارنة الملاحظات ووضع بعض المسارات، وكما يقولون في عالم المال . Rudd is doing all the hooks، وهذا مشكلة كبيرة. سمعت إن الالبوم مشكلة ، بجانب ذلك. مروع».
في 24 نوفمبر 2013، صرح ويست بأنه يعمل على تسجيل ألبومه المقبل ، على أمل الإفراج عنه بحلول منتصف عام 2014.
يتم إنتاج الألبوم من قبل ريك روبن وكيو-تيب.

## مشاريع أخرى

### المشاريع التجارية
في أغسطس 2008، كشف ويست عن خططه لفتح 10 مطاعم فالت برغر في منطقة شيكاغو، وكان أول مطعم فتح في سبتمبر 2008 في أورلاند بارك . تلاه الثاني في يناير 2009، في حين أن موقع الثالث لم يتم كشف عنه بعد ، على الرغم من أنه كان على وشك الانتهاء من العملية. شركته ، KW فودز ذ م م، اشترت حقوق السلسلة في شيكاغو.

### الموضة
في سبتمبر 2005،
أعلن ويست بأنه سيفرج عن ملابس باستيللي في ربيع 2006
مدعيا «الآن بعد أن أصبح لدي غرامي تحت حزامي ويتم الانتهاء من تسجيل Late Registration ، وأنا على استعداد لإطلاق ملابسي في الربيع المقبل».
وقد وضع خط على مدى الأربع سنوات التالية قبل ان تم إلغاء الخط في نهاية المطاف في عام 2009
في عام 2009، تعاونت نايكي مع ويست لإطلاق الأحذية الخاصة، the Air Yeezys، مع الإصدار الثاني صدر في عام 2012 .
في يناير 2009، قدم ويست أول أحذيته من تصميم لويس فويتون خلال أسبوع الموضة في باريس. وقد صمم ويست أحذية لكل من بابي والإيطالي جوسيبي زانوتي .
في 1 أكتوبر 2011، أطلق كاني ويست أزياء للمرأة لأول مرة ، في أسبوع الموضة في باريس. حصل على دعم من دي سكويرد ديو دين ودان كاتن وأوليفير ثيسكينس وجيريمي سكوت وعزالدين عليا والتوأم أولسن الذين حضروا عرضه.
عرض ألأزياء تلقى مراجعات مختلطة ألى سلبية، تتراوح بين ملاحظات محفوظة لStyle.com إلى تعليقات شديدة القسوة من قبل جريدة جريدة وال ستريت جورنال، صحيفة نيويورك تايمز، صحيفة انترناشونال هيرالد تريبيون ، Elleuk.com ، صحيفة الديلي تلغراف، هاربر بازار وغيرها الكثير.
أدى ويست في قسم متحف الفن الحديث، مايو 2011
في مارس 2012، أطلق ويست أزياءه للمرة الثانية في أسبوع الموضة في باريس. تم تحسينها بشكل ملحوظ من العرض السابق ، برأي النقاد .
في 3 ديسمبر 2013، عقدت أديداس صفقة رسميا مع ويست.

### الأعمال الخيرية
(جنبا إلى جنب مع والدته) أسس «مؤسسة كاني ويست» في شيكاغو في عام 2003، كلفت لمحاربة الرسوب والأمية، وعملوا شراكة مع منظمات المجتمع للوصول للشباب المحرومين لتعليمهم الموسيقى .
في عام 2007، مؤسسة ويست عملت شراكة مع المدارس الأمريكية القوية كجزء من حملة «إد في '08».
و قال المتحدث باسم الحملة، بدا ويست في سلسلة من إعلانات الخدمة العامة للمنظمة، واستضاف الحفل الافتتاحي في أغسطس من ذلك العام.
في عام 2008، بعد وفاة والدة ويست، تم تعميد «مؤسسة الدكتور دوندا ويست». توقفت عمليات المؤسسة في عام 2011.
و ظهر ويست بالإضافة إلى ذلك ، وشارك في العديد من جمع التبرعات ، والحفلات الموسيقية الخيرية ، وقام بعمل إنساني لإغاثة ضحايا إعصار كاترينا
مؤسسة كاني ويست ، وملايين الحركات ، و100 الرجال السود في أمريكا ، والحياة لأجل منفعة ألأرض، اليوم العالمي للمياه ، نايك يمتد ، وMTV قاموا بمساعدة الجنود الشباب العائدون من حرب العراق الذين يكافحون اضطراب ما بعد الصدمة. بعد مقتل جورج فلويد في عام 2020، تبرع كانييه ويست بمبلغ 2 مليون دولار لعائلته دعماً لقضيته.

## الجوائز
اعتبارا من عام 2021، فاز ويست ما مجموعه 22 جوائز غرامي، مما يجعله أكثر فنان هيب هوب تتويجاً في كل العصور مع جاي زي .
About.com صنفت كاني ويست في الرقم 8 بـ «أفضل 50 منتج للهيب هوب» وفي 16 مايو 2008، توج كاني ويست
من قبل MTV رقم 1 لهذا العام "Hottest MC in the Game." في 17 ديسمبر 2010 أختير ويست رجل السنة من قبل MTV
البيلبورد صنفت ويست الرقم 3 في قائمتها لأفضل 10 منتجين
ويست كذلك تم إدراجه في قائمة تايم أكثر 100 شخص نفوذاً في العالم فضلا عن كونه مدرج في عدد من القوائم السنوية لفوربس.
في قائمتهم أعظم 500 البومات في كل العصور، شملت مجلة رولينج ستون 6 من ألبومات كانيي ويست Yeezus في الرقم 269، 808s and Heartbreak في الرقم 244، Graduation في الرقم 204، Late Registration في الرقم 117، The College Dropout في الرقم 74، My Beautiful Dark Twisted Fantasy في الرقم 17، ليصبح بذلك أكثر فنان يمتلك عدد من الألبومات في القائمة.

## روابط خارجية
- كانييه ويست على موقع IMDb (الإنجليزية)
- كانييه ويست على موقع ميتاكريتيك (الإنجليزية)
- كانييه ويست على موقع الموسوعة البريطانية (الإنجليزية)
- كانييه ويست على موقع ألو سيني (الفرنسية)
- كانييه ويست على موقع ميوزك برينز (الإنجليزية)
- كانييه ويست على موقع رولينغ ستون (الإنجليزية)
- كانييه ويست على موقع أول موفي (الإنجليزية)
- كانييه ويست على موقع قاعدة بيانات الأفلام السويدية (السويدية)
- كانييه ويست على موقع إن إن دي بي (الإنجليزية)
- كانييه ويست على موقع أول ميوزيك (الإنجليزية)